# Simone Bacchiocchi
Simone Bacciocchi (sinh ngày 22 tháng 1 năm 1977) là một cầu thủ bóng đá người San Marino hiện tại thi đấu cho Sporting Novafeltria ở San Marino.
Bacciocchi có 60 trận thi đấu cho Đội tuyển bóng đá quốc gia San Marino.